# Dark Lady (пісня)
«Dark Lady» («Темна леді») — поп-рок пісня американської співачки та акторки Шер, а також назва її одинадцятого студійного альбому «Dark Lady». Написана та складена Джоном Робертом «Джонні» Даррілом і спродюсована Снаффом Гарретом, пісня вийшла як перший сингл однойменного альбому на початку 1974 року. Пісня стала третім сольним хітом Шер «номер один» у США 22 березня 1974 року.

## Історія та складова
Пісня була написана клавішником гурту «The Ventures» Джонні Дарріллом. Він згадував: «Я провів тиждень у його (Снаффа Гарретта) офісі, граючи йому пісні, одну з яких записала Шер. Пізніше, коли я був у турне Японією з „Ventures“, я писав цікаву пісню. Я телеграфував незакінчений текст Гаррету. Він сказав: „Треба, щоб ця сука вбила його“». Отже, у пісні було вбито і коханця, і ворожку". Таким чином, «Dark Lady» можна охарактеризувати як баладу про вбивство, де оповідач її тексту, чинить злочин на ґрунті пристрасті.
Критик Пітер Фоутроп, який писав для «AllMusic», назвав цю пісню «похмуро комедійною народною піснею».
Пісня «Dark Lady», що розповідає про циганку-ворожку з Нового Орлеана, торкається чоловіконенависництва (оповідачка пісні описує подряпини на внутрішній стороні лімузина ворожки, що залишилася від її попередніх жертв-чоловіків). Оповідачка слідує за лімузином ворожки у її апартаменти і платить крупну суму грошей, щоб вона поворожила. В результаті ворожіння оповідачка дізнається, що її коханий зрадив їй, циганка з незручністю каже: «з якоюсь особою, яка зараз дуже близько від тебе». Після цього циганка радить оповідачку залишити її апартаменти, ніколи не повертатися і забути про них, та про те, що вона коли-небудь бачила обличчя ворожки. Оповідачка повертається додому в шоковому стані й не може заснути. Але потім вона, на свій жах, раптом розуміє, що відчула у своїй кімнаті запах тих самих духів, якими користувалася ворожка. Прокравшись назад до апартаментів ворожки з рушницею, вона виявляє там свого чоловіка з ворожкою, які «сміються і цілуються», і у приступі люті застрелює їх обох; при цьому, пісня вказує на те, що вона знепритомніла під час пострілів, підсумовуючи словами: «Наступне, що я зрозуміла, вони лежали мертвими на підлозі».
У 1974 році «Dark Lady» протягом одного тижня очолювала американський чарт «Billboard Hot 100», ставши третім сольним хітом Шер «номер один». Пісня увійшла до десятки найкращих синглів у Норвегії та до двадцятки найкращих у Нідерландах. Як і у пісні «Half-Breed» 1973 року, «Dark Lady» не мала успіху у Західній Німеччині та незначні показники у Великій Британії, де їй вдалося потрапити до 40 найкращих синглів.

## Музичне відео та виконання
Є дві версії відео до «Dark Lady». Перша версія відео — це живий виступ, який транслювався у третьому сезоні телешоу за участю Шер «Комедійна година Сонні та Шер» («The Sonny & Cher Comedy Hour») у 1973 році. У цій виставі Шер була одягнена у чорне вбрання, а на її голові була чорна вуаль. Друга версія відео є анімаційним мультфільмом, створеним студією анімації Джона Девіда Вілсона. У цьому відео повністю демонструється вся історія пісні.
У 2002 році Ден-О-Рама створив спеціальне попурі з реміксів для відеомонтажу, який використовувалося Шер під час концертів «Живий доказ: прощальний тур» («Living Proof: The Farewell Tour»). Попурі містить відеокліпи пісень «All I Really Want to Do», «Gypsies, Tramps and Thieves», «Half-Breed» та «Dark Lady». Відео до «Dark Lady», на відміну від інших, стало унікальним, тому що у ньому були змішано пристурні і живий виступ і анімаційні кадри.
1999 року Шер виконувала цю пісню під час концертів «Do You Believe? Tour» («Тур „Ти віриш?“»), уперше за двадцять п'ять років. 2002 року співачка виконала цю пісню 325 разів у рамках концертів «Living Proof: The Farewell Tour».
Шер виконувала пісню у наступних концертних турах/резиденціях у Лас-Вегасі:
- Do You Believe? Tour
- The Farewell Tour
- Cher at the Colosseum
- Dressed to Kill Tour
- Classic Cher
- Here We Go Again Tour (тільки в Океанії)

## Формати і трек-лист
| Британські і американські 7" LP 1. «Dark Lady» — 3:26 2. «Two People Clinging to a Thread» — 2:40 Аргентинські 7" LP 1. «Dark Lady» — 3:26 2. «Carousel Man» — 3:02 | Не реалізовано 1. «Dark Lady» (Mixmaster F Farewell Club Mix) (a.k.a. White Label Remix) — 7:25 |

## Чарти і сертифікації
| Чарт (1974)                                                     | Позиція |
| --------------------------------------------------------------- | ------- |
| Австралійський чарт синглів (Kent Music Report)                 | 17      |
| Бельгійський чарт синглів                                       | 22      |
| Канадський чарт синглів RPM Top Singles                         | 2       |
| Данський чарт синглів                                           | 9       |
| Нідерландський чарт синглів Mega Top 50 Singles Chart           | 15      |
| Новозеландський чарт синглів New Zealand Singles Chart          | 11      |
| Новозеландський чарт синглів (Listener)                         | 12      |
| Норвезький чарт синглів (Norwegian Singles Chart)               | 10      |
| Квебецький чарт синглів (ADISQ)                                 | 4       |
| Родезійський чарт синглів (Lyons Maid)                          | 9       |
| Південноафриканський чарт синглів                               | 4       |
| Шведський чарт синглівSwedish Singles Chart                     | 10      |
| Американський чарт синглів UK Singles Chart                     | 36      |
| Американський чарт синглів Billboard Hot 100                    | 1       |
| Американський чарт синглів Adult Contemporary Chart (Billboard) | 3       |
| Американський чарт синглів Cash Box Top 100                     | 2       |

| Чарт (1974)                                                     | Позиція |
| --------------------------------------------------------------- | ------- |
| Канадський чарт синглів RPM Top Singles                         | 47      |
| Американський чарт синглів Billboard Hot 100                    | 33      |
| Американський чарт синглів Billboard Top Easy Listening Singles | 35      |

| Регіон                                             | Сертифікація | Продажі    |
| -------------------------------------------------- | ------------ | ---------- |
| США (RIAA)                                         | Золотий      | 1 000 000^ |
| ^відвантаження, що базуються лише на сертифікаціях |              |            |

## Творці пісні
- Шер — вокал
- Джонні Даррілл — лірика
- Снафф Гарретт — продюсер

## Кавер-версії
У 1974 році Леа Лавен записала фінську версію «Dark Lady» під назвою «Tumma nainen». «Tumma nainen» також була записана Амі Аспелунд для її альбому «Ami» 1974 року, а також виконавцем Джином С. для його альбому «Sammakkoprinssi» 2003 року.
У тому ж році аргентинський співак Джонні Тедеско записав іспанську версію під назвою «Te quiero tanto (Dulce gitana)».